# Plaza del Carmen (Madrid)
La plaza del Carmen es un espacio público ubicado en el centro de Madrid. El nombre proviene de la calle del Carmen (calle que desemboca en la Puerta del Sol) y de la iglesia del Carmen. El nombre de la zona se debe a la existencia del convento del Carmen Calzado.

## Historia

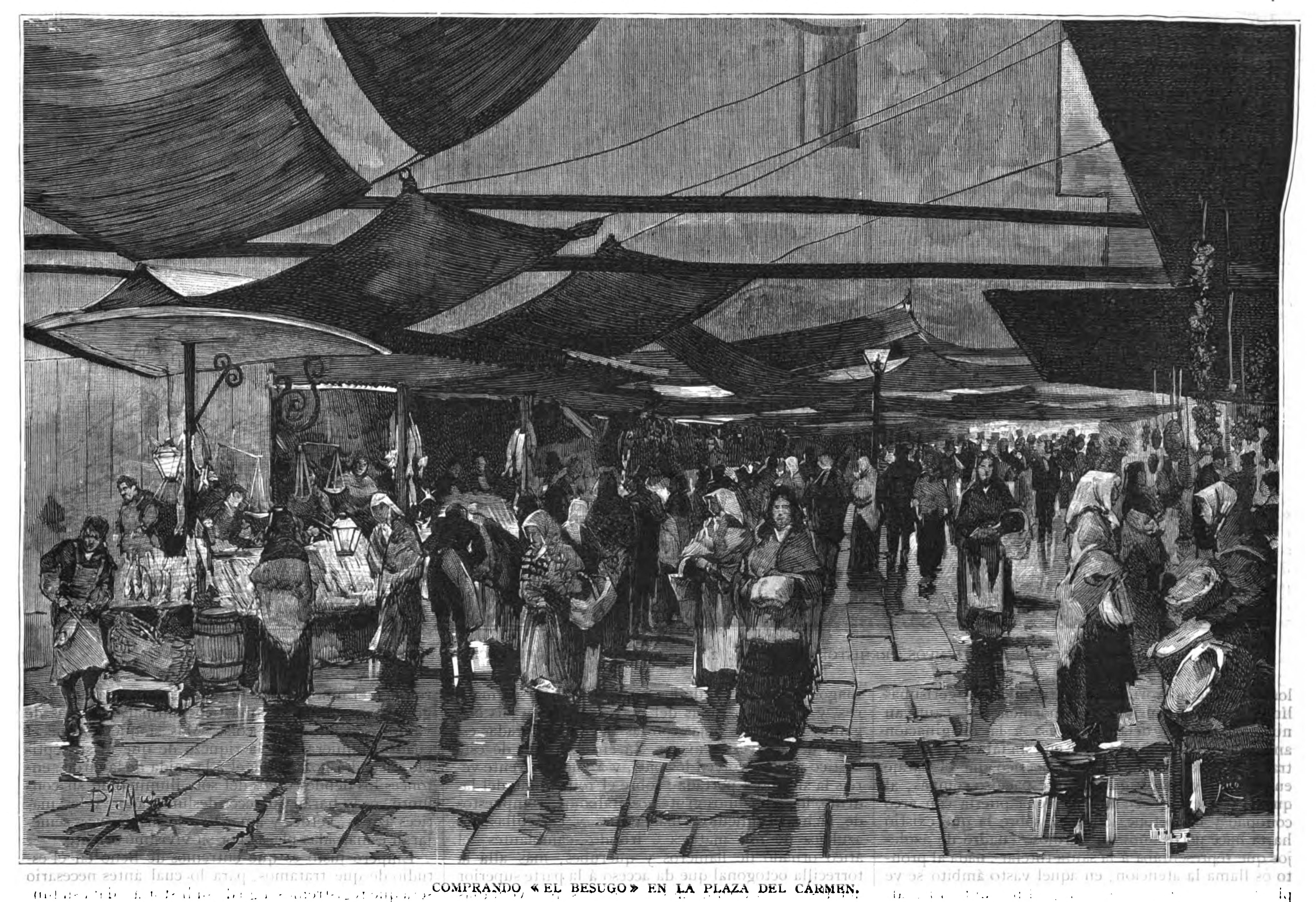
«Madrid.—Episodios de Nochebuena. Comprando "el besugo" en la plaza del Carmen» (La Ilustración Española y Americana, 1880)

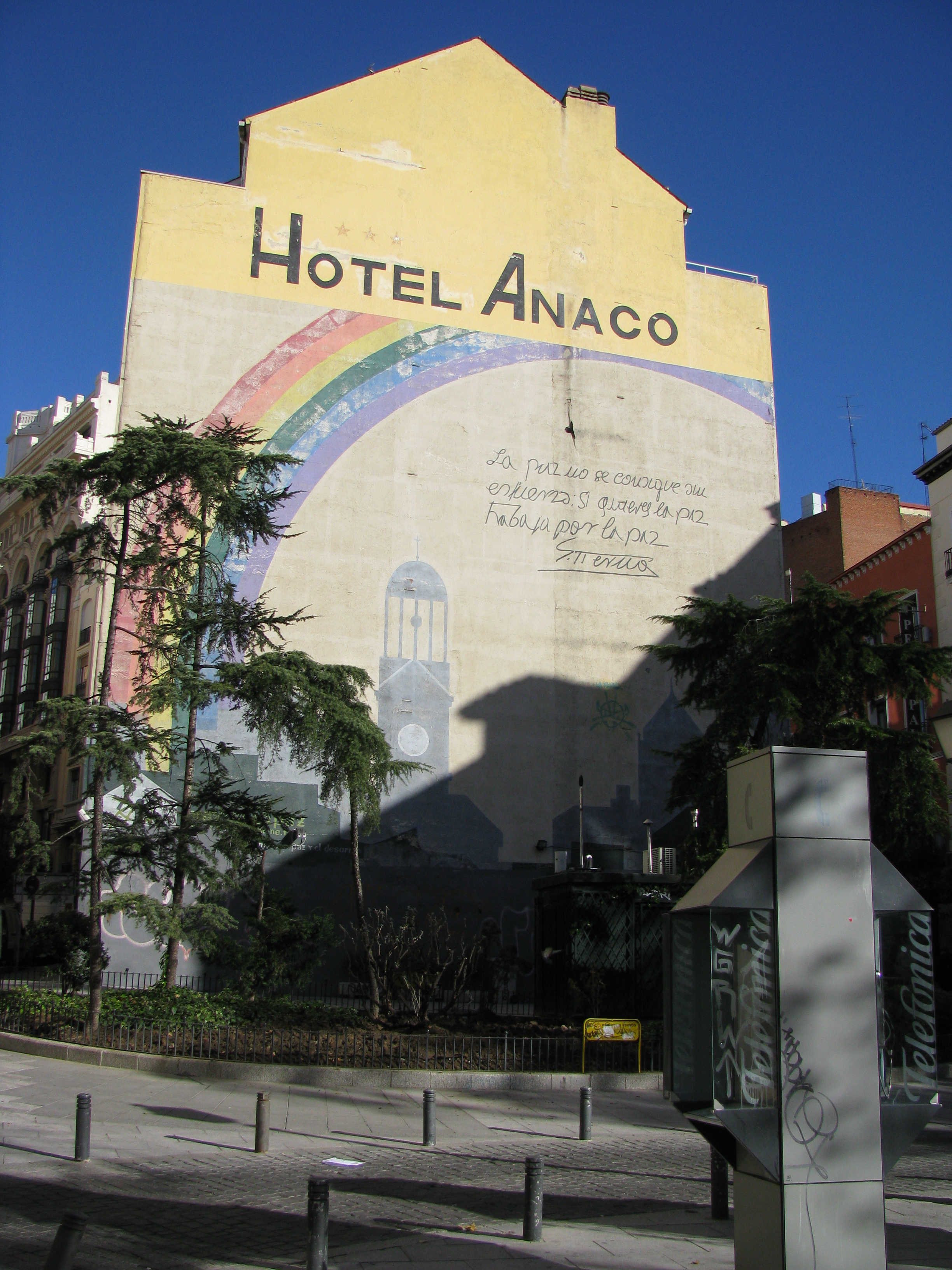
Plaza del Carmen

La plaza se ensancha en la reforma que se hizo de ella en 1861, cuando se derribó el Convento del Carmen Calzado. La plaza recogió los puestos de venta instalados al final de la calle Montera, en la denominada Red de San Luis.

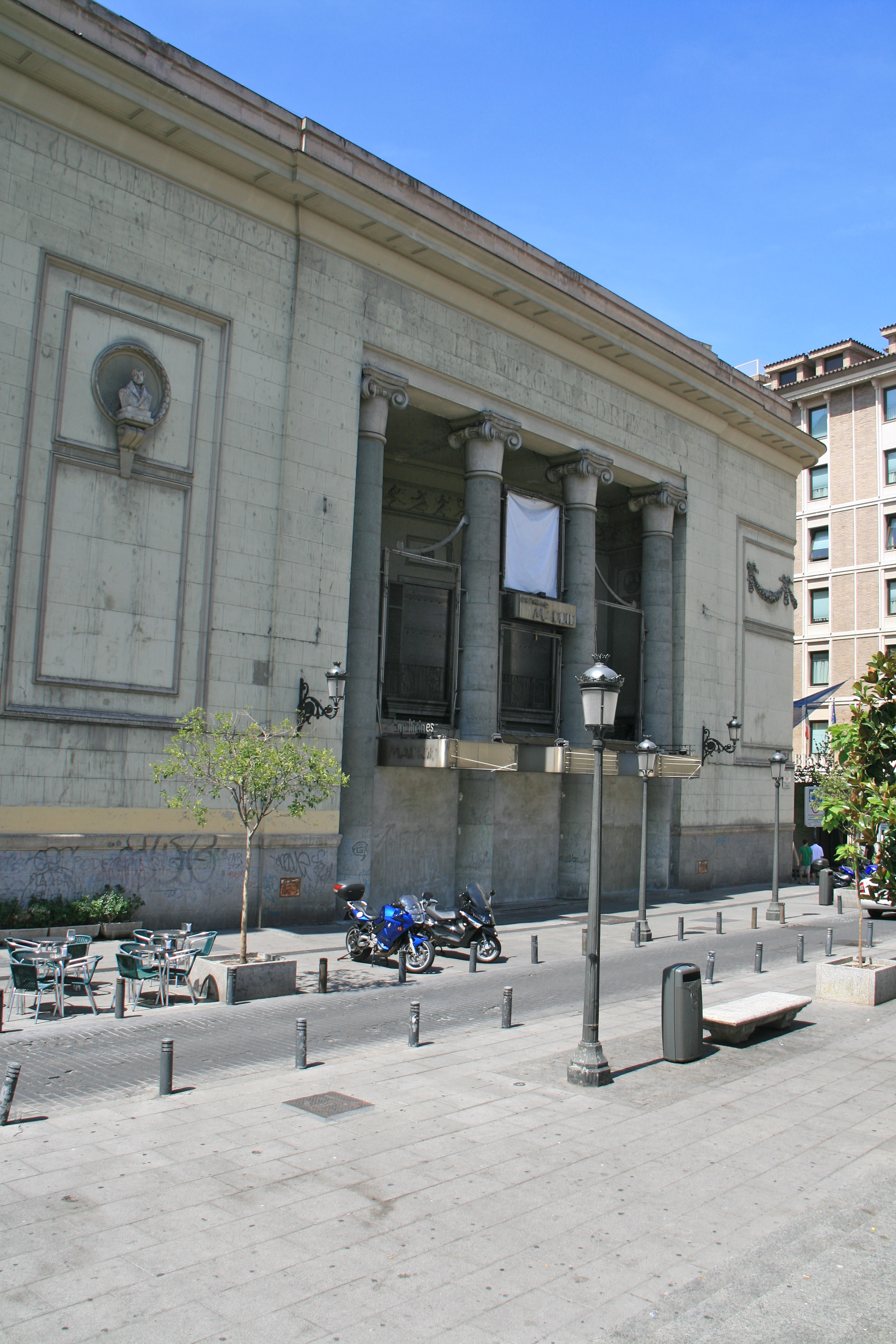
Fachada de los antiguos Cines Madrid

A finales del siglo XIX se construyó en ella un frontón (denominado Frontón Central), proyectado en el año 1898 por el arquitecto Daniel Zavala, que albergó a partir de 1904 el Kursaal, uno de los mayores music-halls de Madrid (salón de variétés), y que modificado posteriormente albergó los locales del Cine Madrid. A comienzos del siglo XXI este cine hubo de echar el cierre.
La plaza comunicaba con la vecina de Callao a comienzos del siglo XX mediante los bajos del Hotel Florida (obra de Antonio Palacios) que fue derribado tras la Guerra Civil, para construir una sucursal de Galerías Preciados, actual Corte Inglés.
Desde 1990 se encuentra en el centro de la plaza un busto de Pepín Fernández (fundador de la desaparecida cadena comercial Galerías Preciados). A comienzos del siglo XXI tiene en uno de sus extremos el acceso a los Cines Acteón y en otro al Teatro Muñoz Seca.